# 페더바이서

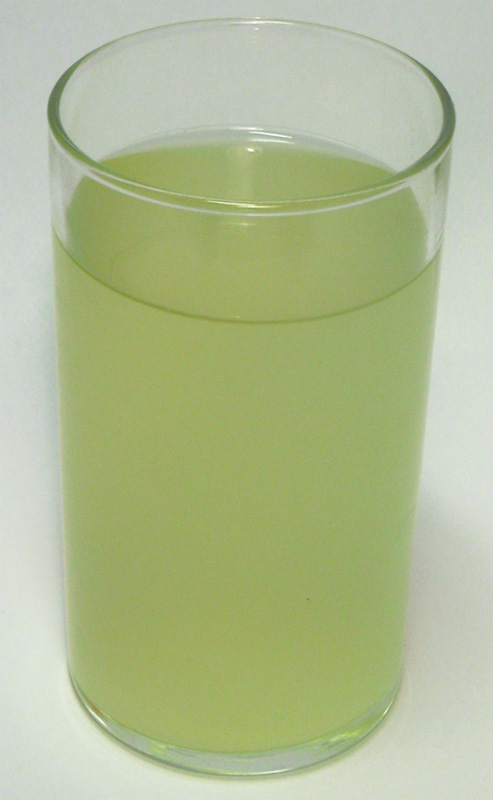

페더바이서(Federweißer 또는 Federweisser)는 독일의 술이다. 알콜량은 4퍼센트에서 10퍼센트이다. 깃털처럼 하얗다는 뜻의 이름은 둥둥 떠있는 효모의 모습에서 유래했다. 포도 즙을 발효시켜서 만든다. 탄산이 있어서 청량음료로 즐겨 마신다.